# Эмар де Бурбон
Эмар (Адемар) (фр. Aymar, Adhémar, Ademar, ок. 894 — ок. 953) — вигьер де Шатель-де-Нёвр, сеньор де Сувиньи, первый достоверно известный представитель первого дома де Бурбон.

## Биография
Точное его происхождение не известно. По одной из версии Эмар происходил из дома Нибелунгидов, состоявшего в родстве с Каролингами. В качестве вероятного отца указывается Нивелон (Нибелунг) IV (ум. около 880), граф Вексена и Шамона. Эта версия основаны на ряде актов монастыря Сент-Мари д'Аларкон, которые современные историки считают подделкой. В этих актах упоминаются 2 брата, Роберт и Адалельм, умершие до 924 года, однако их существование (как и существование четырёх младших сыновей и дочери) не подтверждается никакими другими источниками.
Впервые Эмар был упомянут в 913 году, когда король Карл III Простоватый в награду за верность пожаловал ему несколько владений, расположенных в Берри, Оверни и Отёне на берегу реки Алье. Кроме того, он возглавлял вигерию Шатель-де-Нёвр, расположенную на границе Оверни и Берри.
Он был вассалом графов Буржа. В одном из документов его называют «сиятельнейшим воином». В 915 году он сделал пожалование аббатству Клюни. В 921 году основал приорство Сувиньи.
Умер до января 954 года, когда его завещание упомянуто в акте сына - Аймона.

## Брак и дети
Жена: Эрменгарда, происхождение не выяснено. Дети:
- Аймон I де Бурбон (ум. после 954), сеньор де Бурбон